# Pollenia disemura
Pollenia disemura este o specie de muște din genul Pollenia, familia Calliphoridae, descrisă de Fan și Deng în anul 1993.
Este endemică în Sichuan. Conform Catalogue of Life specia Pollenia disemura nu are subspecii cunoscute.